# Chaetonotus oceanides
Chaetonotus oceanides is een buikharige uit de familie Chaetonotidae. De wetenschappelijke naam van de soort werd in 1971 voor het eerst geldig gepubliceerd door d'Hondt. De soort wordt in het ondergeslacht Marinochaetus geplaatst.